# Женская сборная ЮАР по софтболу
Женская национальная сборная ЮАР по софтболу — представляет ЮАР на международных софтбольных соревнованиях. Управляющей организацией является Ассоциация софтбола ЮАР (англ. Softball South Africa).

## Результаты выступлений

### Чемпионаты мира
| Год       | Победы         | Поражения      | Место          |
| --------- | -------------- | -------------- | -------------- |
| 1965—1970 | не участвовали | не участвовали | не участвовали |
| 1974      | .              | .              | 10             |
| 1978—1994 | не участвовали | не участвовали | не участвовали |
| 1998      | 1              | 7              | 15             |
| 2002      | 1              | 6              | 14             |
| 2006      | 0              | 7              | 15             |
| 2010      | 0              | 7              | 15             |
| 2012      | 1              | 6              | 15             |
| 2014—2016 | не участвовали | не участвовали | не участвовали |
| 2018      | 0              | 8              | 15             |